# Col de l'Asclier
Le col de l'Asclier est un col routier situé dans le Massif central en France, à une altitude de 911 mètres (indiquée à 905 m sur l'arche du pont). Il se trouve dans le département du Gard, en région Occitanie, à l'est de Saint-Jean-du-Gard.

## Accès
Le col se trouve sur la route départementale 20 et est aussi emprunté par plusieurs sentiers de grande randonnée, dont le GR 6 et GR 7.

## Géographie
Le col est situé dans un vaste secteur de forêts et de landes des Cévennes, en limite sud de la commune des Plantiers et en limite est de la commune nouvelle de Val-d'Aigoual. Le col se trouve dans la zone périphérique du parc national des Cévennes.

## Histoire
Le pont moutonnier de l'Asclier a été construit en 1875 au-dessus du col pour permettre le passage des troupeaux en transhumance sur la grande draille de la Margeride qui permet aux troupeaux des plaines de monter en estive.
Une sculpture de berger réalisée par Michel Soubeyran se trouve depuis 2011 à l'ouest du pont sur le chemin pastoral.

## Activités

### Cyclisme
L'ascension du col est possible par les cyclistes depuis Les Plantiers (8,4 km avec un dénivelé moyen de 6 %), depuis la vallée du Gardon à L'Estréchure (12,4 km avec un dénivelé moyen de 4,9 %) ou encore depuis le sud par les RD20 - RD290 via Saint-Martial et le col de Bès (12,5 km avec un dénivelé moyen de 4,8 %).

### Randonnée
Emprunté par les sentiers de grande randonnée GR6, GR7, GR67 et constituant une extrémité du GR61, il est un véritable nœud de randonnée.
Les possibilités de randonnée sont variées depuis le col, par exemple dans la forêt domaniale de la vallée Borgne par la voie forestière du Liron vers le rocher de l'Aigle avec des bornes d’interprétation et des points de vue dégagés,.